# Casekow
Casekow [ˈkaːzəˌkoː] ist eine Gemeinde im Landkreis Uckermark in Brandenburg (Deutschland). Sie wird vom Amt Gartz (Oder) mit Sitz in der Stadt Gartz (Oder) verwaltet.

## Geografie
Die westliche Grenze des Gemeindegebietes bildet der Fluss Randow, im Norden grenzt das Gebiet der vorpommerschen Kleinstadt Penkun an Casekow. Von Westen her steigt das Gelände vom Randowbruch über eine bewaldete Endmoräne (Blumberger Wald) um etwa 40 m an. Zahlreiche kleine Seen und Tümpel liegen in den Senken des hügeligen Gebietes. Der Hauptort Casekow liegt am Landgraben, der zunächst nach Nordosten fließt, bei Tantow nach Südwesten abbiegt und in Gartz (Oder) in die Westoder mündet. Die nächste größere deutsche Stadt ist Schwedt/Oder in ca. 20 km Entfernung, die nächste größere polnische Stettin.
Umgeben wird Casekow von den Nachbargemeinden Penkun im Norden, Tantow und Gartz (Oder) im Nordosten, Hohenselchow-Groß Pinnow im Osten, Schwedt/Oder im Süden, Zichow im Südwesten, Gramzow im Westen sowie Randowtal im Nordwesten.

## Gemeindegliederung
Ortsteile:
| - Biesendahlshof - Blumberg - Casekow | - Luckow-Petershagen - Wartin - Woltersdorf |

Bewohnte Gemeindeteile:
| - Karlsberg - Luckow | - Petershagen |

Wohnplätze:
| - Ausbau Blumberger Weg - Ausbau Casekower Straße - Blumberger Mühle | - Neu Luckow - Reglingsruh - Wartin Eschenweg |

## Geschichte

### Steinkisten
Bei Casekow liegt ein 2024 entdeckter Fundplatz. Neben einem größeren Steinpflaster konnten mehrere Steinkisten vom Übergang von der Jungstein- zur Bronzezeit (etwa 2300–1900 v. Chr.) freigelegt werden. Die Knochenerhaltung ist für die Liegedauer erstaunlich gut. Im Fundmaterial fällt ein gut gearbeiteter Feuersteindolch auf. Es ist es bislang nicht möglich, die Gräber einer archäologischen Kultur zuzuweisen. In Frage kommen die Oderschnurkeramik, die Glockenbecherkultur oder die Aunjetitzer Kultur.
Die heutigen Ortsteile von Casekow gehörten seit 1817 zum Kreis Randow, ab 1939 zum Kreis Greifenhagen in der preußischen Provinz Pommern und ab 1952 zum Kreis Angermünde im DDR-Bezirk Frankfurt (Oder). Seit 1993 liegen die Orte im brandenburgischen Landkreis Uckermark.
Die Gemeinde entstand in der heutigen Form am 31. Dezember 2002 aus dem Zusammenschluss mit den bis dahin selbstständigen Gemeinden Blumberg, Luckow-Petershagen, Wartin und Woltersdorf. Am 26. Oktober 2003 wurde zudem die ehemalige Gemeinde Biesendahlshof Casekow zugegliedert.

### Casekow
Das Dorf Kosekow, später Kasekow wurde 1310 erstmals urkundlich erwähnt. Im späten Mittelalter lebten etwa 100 Einwohner im Dorf. Die Bauern und Kossäten waren ab 1616 Leibeigene. Während der zweiten Hälfte des Dreißigjährigen Krieges verheerten Wallensteins Truppen sowie die Schweden das Gebiet. Der Gutsbesitzer Heinrich Karl von der Osten entließ 1793 die Leibeigenen gegen Bezahlung.
Mit der Fertigstellung der Bahnstrecke Berlin-Stettin 1843 begann auch in Kasekow ein neues Zeitalter. Der Ort nannte sich seit der Eröffnung des Bahnhofs und der Poststelle 1857 Casekow. Zwischen 1892 und 1910 wurden Straßen in alle Richtungen gebaut. Die Landwirtschaft spielte weiterhin die Hauptrolle, es siedelten sich aber auch viele Handwerker in Casekow an (u. a. Tischler, Schuster, Müller und Bäcker). In den 1920er Jahren wurden die Freiwillige Feuerwehr und der örtliche Fußballverein gegründet sowie die Dorfschule erweitert. Bis 1945 war Casekow ein Bestandteil der preußischen Provinz Pommern.
Nach dem Zweiten Weltkrieg begann die Bodenreform, aus der später die erste LPG hervorging. 1971 wurde die neue Schule eröffnet – ein Jahr zuvor war die alte Schule nach einem Hochwasser unbenutzbar geworden; 1972 folgte eine neue Sporthalle. Nach 1990 begannen in Casekow umfangreiche Modernisierungsmaßnahmen: Neben einer neuen Tankstelle entstand unter anderem ein Feuerwehrhaus, welches 1997 fertig gestellt wurde.
Am 4. Oktober 2014 wurde das wieder errichtete Denkmal für die Opfer des Ersten Weltkriegs eingeweiht. Das ursprüngliche Kriegerdenkmal war nach 1918 entstanden und 1960 auf Anweisung des damaligen Bürgermeisters abgerissen worden.
Im Frühjahr 2018 wurde das ehemalige Trafohaus inmitten von Casekow nach einer fünfmonatigen Restaurierung zu einem Artenschutzturm für Fledermäuse und verschiedene Vogelarten. Es wurde in den 1920er Jahren gebaut und versorgte von da an Casekow mit Strom. Ab November 2018 steht auf Antrag des Ortsbeirates der Turm auch unter Denkmalschutz.
Im Mai 2019 weihte Casekow seinen neuen Festplatz mit einem Frühlingsfest in der Mitte des Dorfes ein.

### Blumberg

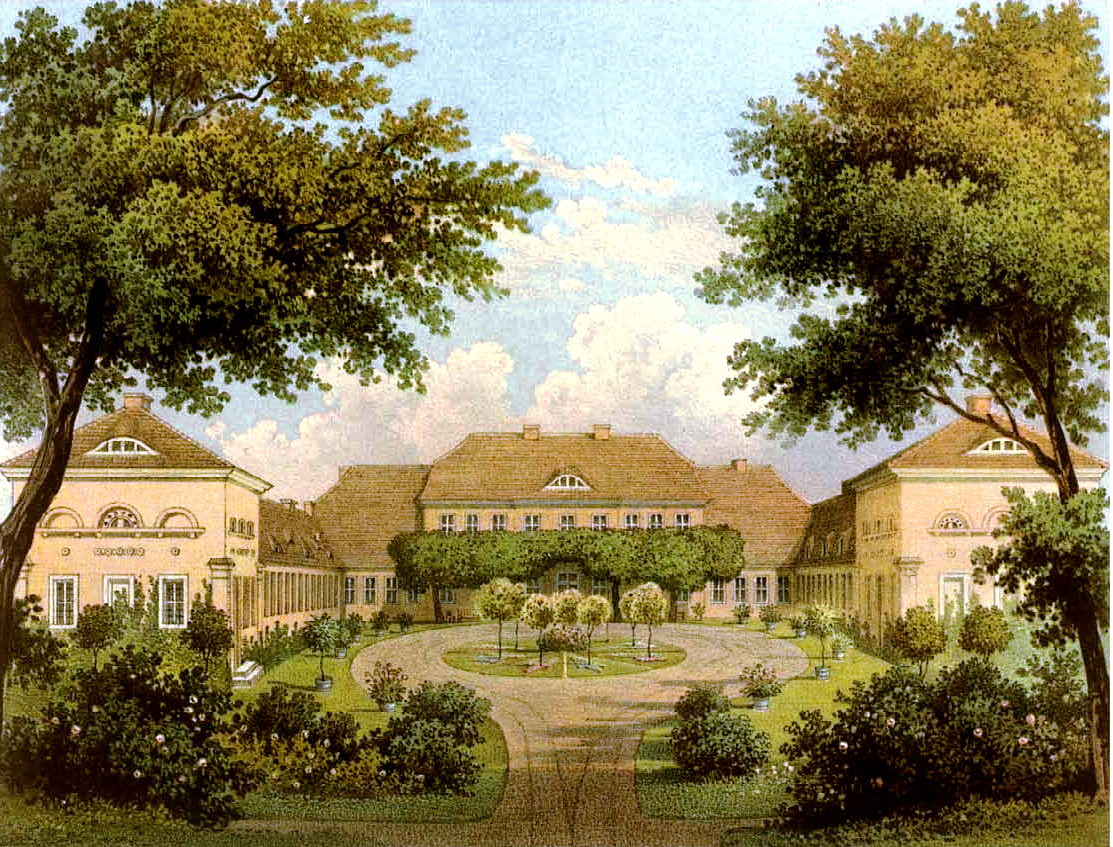
Gutshaus Blumberg um 1865/66, Sammlung Duncker

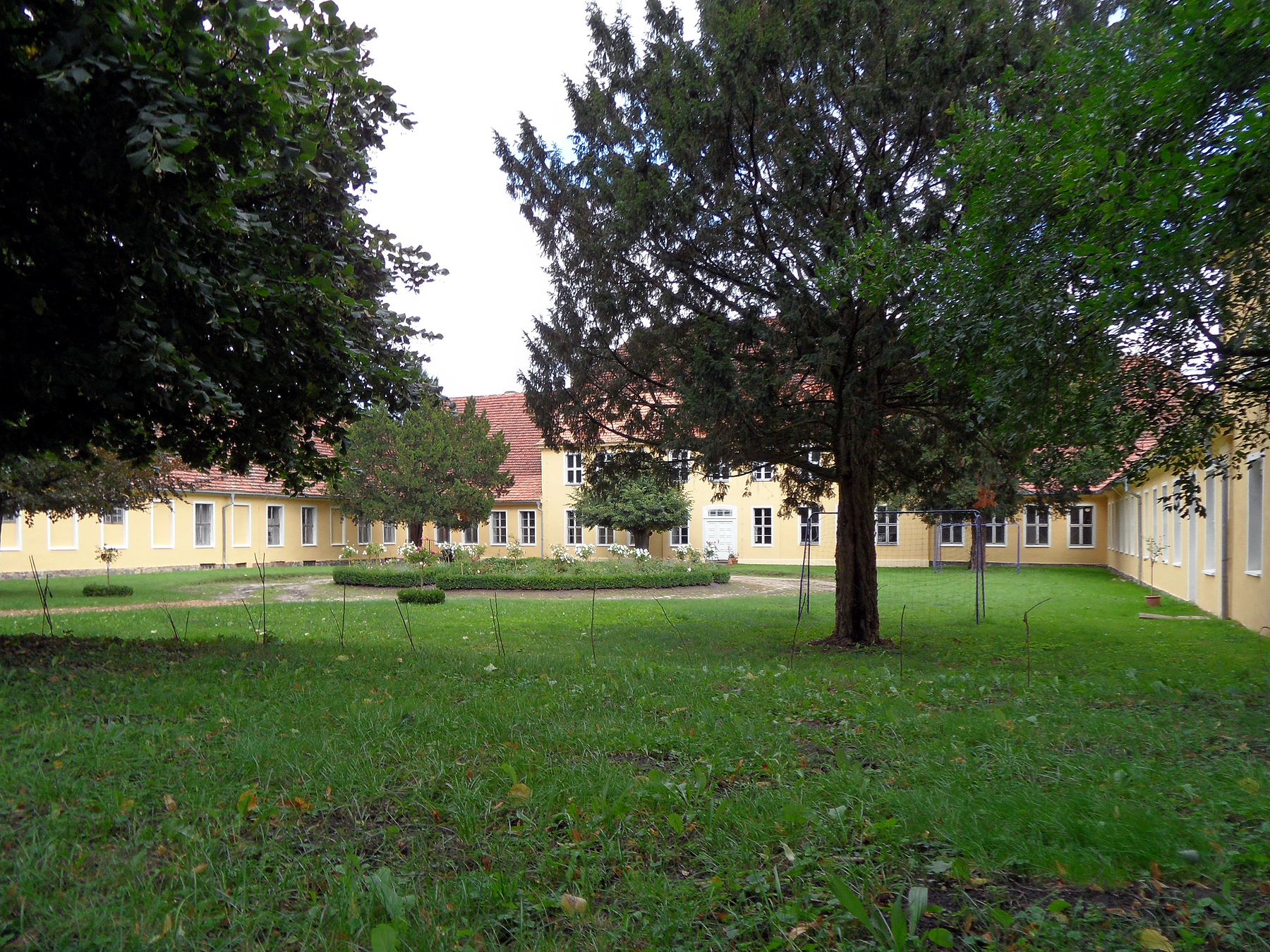
Gutshaus Blumberg

Blumberg war bis zur Gemeindereform eine eigene Gemeinde und gehörte zu Vorpommern, in dem ehemaligen Kreis Randow.
Das ritterschaftliche Gut gehörte ursprünglich der Familie von Randow. Dann wurde die Familie von Sydow (Henrich der Alte) im Jahr 1483 mit Blumberg & Woltersdorf belehnt. Diese blieben fast drei Jahrhunderte (gemeinsam mit dem naheliegenden Gut Schönow) ein Lehen der Familie von Sydow. Blumberg ging 1763 als Mannlehen per Erbschaft an die Familie von der Osten über. 1792 wurde unter Karl von der Osten das Herrenhaus erbaut, mit zwei Kavaliershäusern als Flügel. Das Gut hatte zwei Vorwerke – Carlsburg und Hammelstall, letzteres mit der dem Namen entsprechenden Schafzucht. Innerhalb der Familie gab es dann einen Wechsel des Zweiges beim Gut Blumberg, 1898 wurde Friedrich Wilhelm von der Osten der Besitzer, bis dahin auch Besitzer von Schloss Penkun. Letzter Besitzer des 2.587 ha[ ] großen Gutes Blumberg war Dr. jur. Henning von der Osten (1882–1954), Rittmeister a. d. und Rechtsritter des Johanniterordens. Er wurde 1945 enteignet. Das Gut kam in die Bodenreform, wurde später aber zu einem Volkseigenen Gut (VEG) umgewandelt. Das im Krieg stark beschädigte Gutshaus wurde nach dem Krieg Wohnhaus für die Flüchtlinge, später Mehrzweckhaus für die Gemeinde – Kulturhaus, Kindergarten usw. Die Familie von der Osten hat das Gut Blumberg 1996 wieder erworben.

## Bevölkerungsentwicklung
| Jahr | Einwohner |
| ---- | --------- |
| 1875 | 452       |
| 1890 | 453       |
| 1910 | 482       |
| 1925 | 669       |
| 1933 | 693       |
| 1939 | 766       |

| Jahr | Einwohner |
| ---- | --------- |
| 1946 | 0959      |
| 1950 | 1 048     |
| 1964 | 0855      |
| 1971 | 0893      |
| 1981 | 0957      |
| 1985 | 0958      |

| Jahr | Einwohner |
| ---- | --------- |
| 1990 | 0951      |
| 1995 | 0886      |
| 2000 | 0821      |
| 2005 | 2 345     |
| 2010 | 2 166     |
| 2015 | 1 893     |

| Jahr | Einwohner |
| ---- | --------- |
| 2020 | 1 870     |
| 2021 | 1 824     |
| 2022 | 1 811     |
| 2023 | 1 786     |
| 2024 | 1 743     |

Gebietsstand des jeweiligen Jahres, Einwohnerzahl: Stand 31. Dezember (ab 1991), ab 2011 auf Basis des Zensus 2011, ab 2022 auf Basis des Zensus 2022
Der Bevölkerungszuwachs 2005 ist auf den Zusammenschluss Casekows mit vier weiteren Gemeinden im Jahr 2002 zurückzuführen.

## Politik

### Gemeindevertretung
Die Gemeindevertretung von Casekow besteht entsprechend der Einwohnerzahl der Gemeinde aus 12 Gemeindevertretern und dem ehrenamtlichen Bürgermeister. Die Kommunalwahl am 9. Juni 2024 führte bei einer Wahlbeteiligung von 67,1 % zu folgendem Ergebnis:
| Partei / Wählergruppe               | Stimmenanteil 2019 | Sitze 2019 |        | Stimmenanteil 2024 | Sitze 2024 |
| ----------------------------------- | ------------------ | ---------- | ------ | ------------------ | ---------- |
| Aktionsbündnis Zukunft              | 57,1 %             | 7          | 45,5 % | 5                  |            |
| Starke Dorfgemeinschaft             | –                  | –          | 25,5 % | 3                  |            |
| AfD                                 | –                  | –          | 10,3 % | 1                  |            |
| Einzelbewerber Tino Kisicki         | –                  | –          | 07,6 % | –                  |            |
| Einzelbewerber Erimar von der Osten | –                  | –          | 07,4 % | 1                  |            |
| Einzelbewerber Christian Gerlach    | –                  | –          | 03,8 % | 1                  |            |
| Für unsere Dörfer                   | 32,7 %             | 4          | –      | –                  |            |
| CDU                                 | 10,1 %             | 1          | –      | –                  |            |
| Insgesamt                           | 100 %              | 12         | 100 %  | 11                 |            |

Bei der Wahl 2024 kandidierte Kisicki sowohl als Gemeindevertreter als auch als Bürgermeister. Da er die Wahl zum Bürgermeister annahm, bleibt sein Sitz in der Gemeindevertretung unbesetzt.

### Bürgermeister
- 1998–2003: Andreas Hinz[16]
- 2003–2019: Donata Oppelt (Für die Großgemeinde Casekow)[17]
- 2019–2024: Hans-Georg Goetzke
- seit 2024: Tino Kisicki

Goetzke wurde in der Bürgermeisterwahl am 26. Mai 2019 mit 71,1 % der gültigen Stimmen gewählt.
Am 9. Juni 2024 wurde Kisicki mit 50,3 % der gültigen Stimmen zu seinem Nachfolger gewählt. Seine Amtszeit beträgt fünf Jahre.

### Wappen
| Wappen von Casekow | Blasonierung: „In Gold auf grünem Dreiberg eine grüne Kastanie mit sieben Blättern, belegt mit einem silbernen Herzschild, darin ein gold-bewehrter roter Greif.“ |
| Wappen von Casekow | Das Wappen wurde vom Heraldiker Uwe Reipert gestaltet und am 12. Januar 2009 durch das Ministerium des Innern genehmigt.                                          |

## Flagge
Die Flagge ist Grün - Gelb (1:1) gestreift und mittig mit dem Gemeindewappen belegt.

## Sehenswürdigkeiten

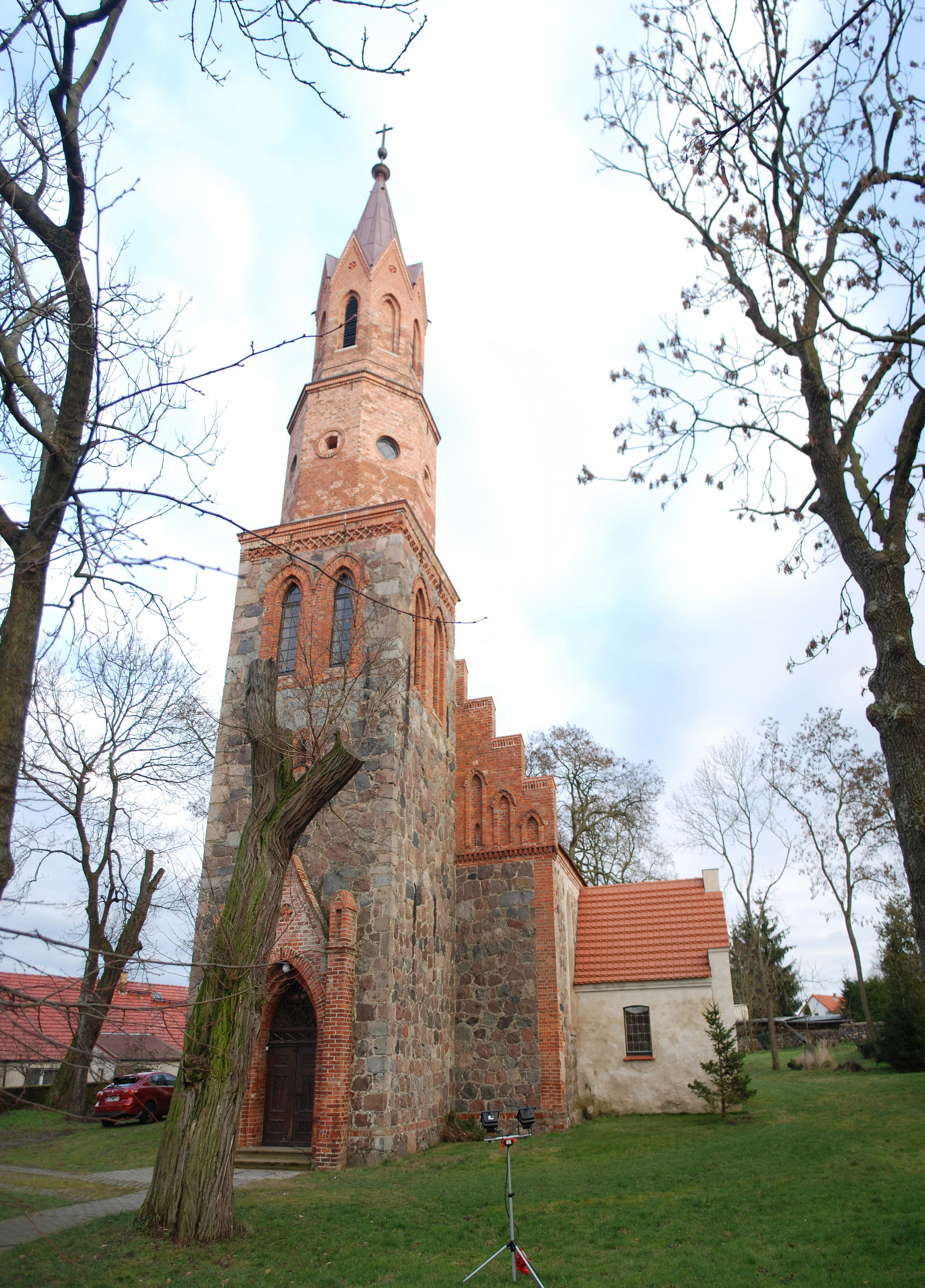
Kirche in Casekow

In der Liste der Baudenkmale in Casekow stehen die in der Denkmalliste des Landes Brandenburg eingetragenen Baudenkmale.
- Dorfkirche in Casekow mit 40 m hohem Turm
- Dorfkirche im Ortsteil Blumberg mit auffälligem, farbig gefasstem Barockturm
- Frühgotische Dorfkirche Wartin aus der zweiten Hälfte des 13. Jahrhunderts im Ortsteil Wartin mit einer Orgel von Joachim Wagner von 1744[22] und weiterer reicher Innenausstattung[23]
- Schloss Wartin, heute Begegnungsstätte für Künstler und Wissenschaftler
- Bockwindmühle: Windmühle Luckow
- Ehemaliger Pferdestall aus dem Jahr 1802 mit großem Park im Ortsteil Blumberg

## Verkehr

### Straßen
Casekow liegt an den Landesstraßen L 27 zwischen dem Ortsteil Wartin und Gartz sowie L 272 nach Vierraden. Die nächstgelegene Autobahnanschlussstelle ist Schmölln an der A 11 (Berlin–Stettin).

### Eisenbahn
In der Gemeinde befinden sich zwei Haltepunkte an der Bahnstrecke Berlin–Szczecin: Casekow und Petershagen (Uckermark). Sie werden von der Regional-Expresslinie RE 66 Berlin-Lichtenberg–Szczecin Główny und der Regionalbahnlinie RB 66 Angermünde–Szczecin Główny bedient. Der Haltepunkt Petershagen soll nach dem zweigleisigen Ausbau der Strecke stillgelegt werden.
Der Bahnhof Casekow (km 99,6, Kategorie 7) wurde 1857 eröffnet. Hier zweigte die Kleinbahnstrecke Casekow-Penkun-Oder ab, die nach 1945 aufgrund von Reparationsleistungen an die Sowjetunion abgebaut wurde. Nach 1990 wurden die Gütergleise des Bahnhofs abgebaut, heute ist Casekow nur noch Haltepunkt.
Der Haltepunkt Petershagen (Uckermark) (km 103,8, Kategorie 6) wurde am 1. Mai 1908 in Betrieb genommen. Nach dem Zweiten Weltkrieg wurde sein zweites Gleis abgebaut. Das Bahnhofsgebäude steht heute leer. Einige Eisenbahnerhäuser nebenan sind aber noch bewohnt.

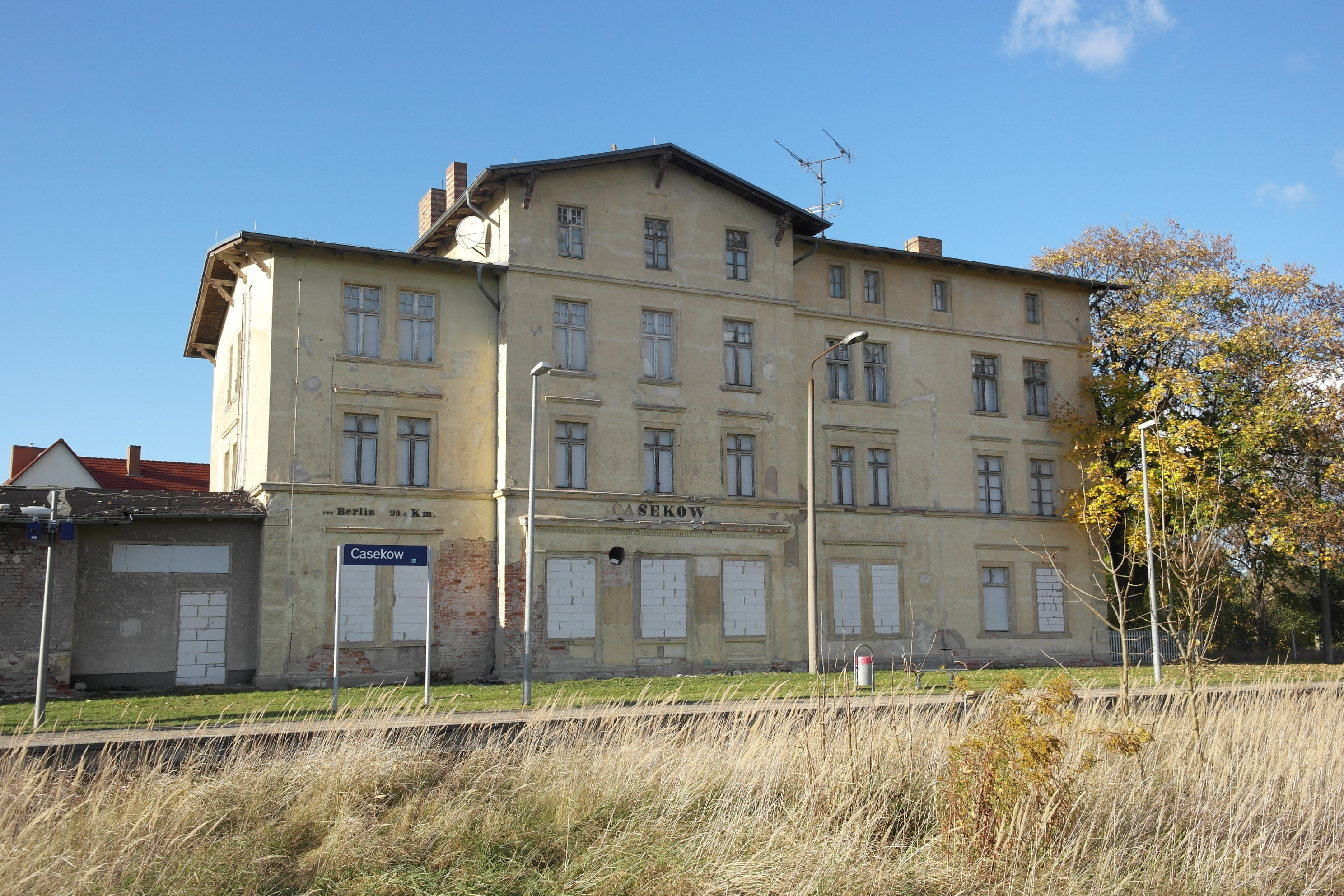
Haltepunkt Casekow
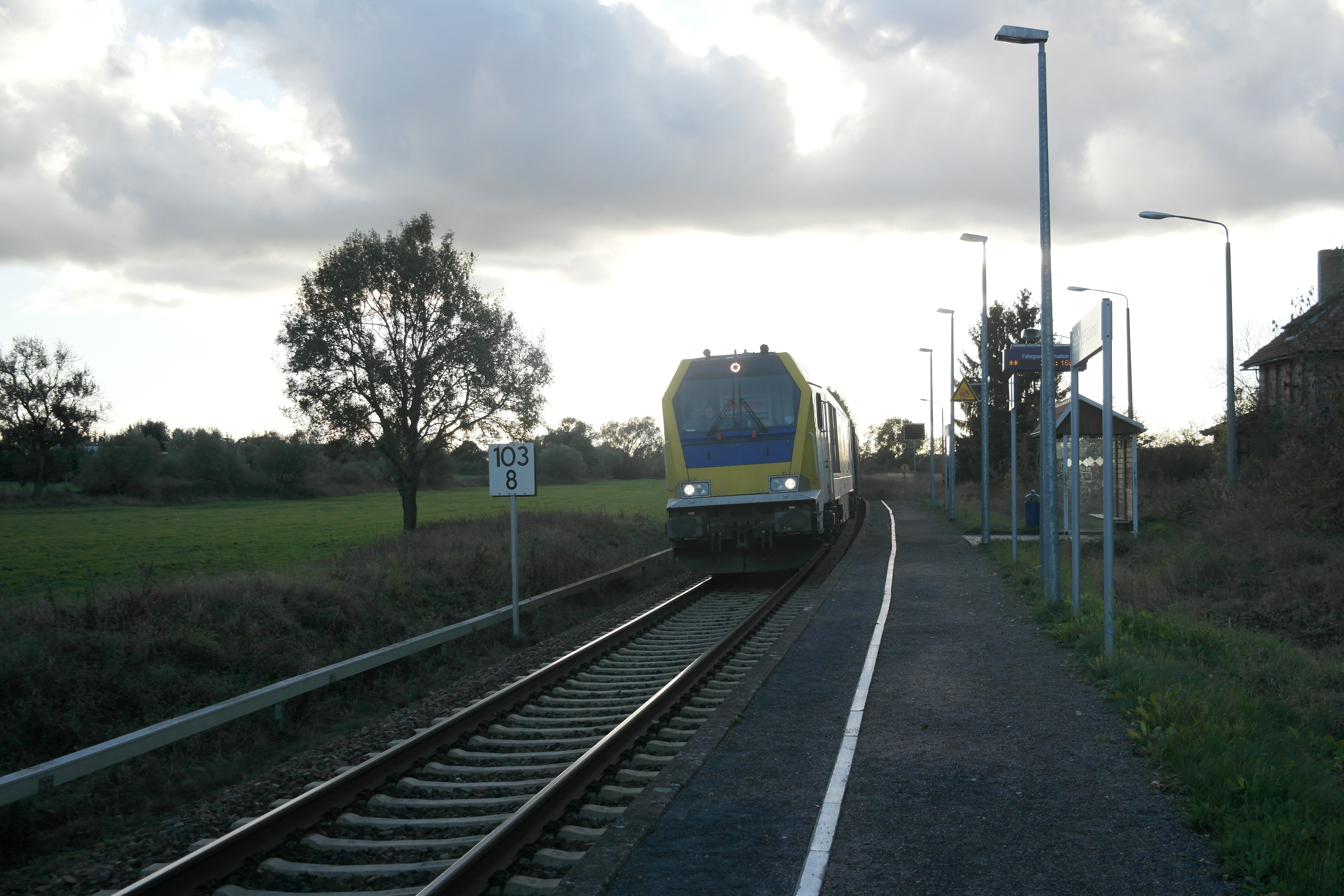
Haltepunkt Petershagen

## Persönlichkeiten
- Alexander von der Osten (1839–1898), Politiker (Deutschkonservative Partei), Reichstagsabgeordneter, in Blumberg geboren
- Cläre Lotto (1893–1952), Tänzerin und Schauspielerin, in Casekow geboren
- Jürgen Bogs (* 1947), Trainer des mehrfachen DDR-Fußballmeisters BFC Dynamo, in Biesendahlshof geboren
- Michael Albrecht (* 1954), Kameramann und Fernseh-Intendant